# درگاه آیلو
درگاه آیلو یا پورت ILO نتیجهٔ نسل چهارم تکنولوژی شرکت اچ‌پی است ، این پورت ویژه که به طور مشخّص کنار سایر پورت های شبکه روی سرور های این شرکت قرار دارد. به طور کلی این پورت با استفاده از فریم ویر خود می‌تواند امکان اتصال از راه دور به سرور را برای کار بر ایجاد کند.

## ویژگی‌ها
پورت آیلو به‌طور مجزا از سیستم عامل سرور سرویس‌دهی می‌کند و از طریق setup ilo می‌توان تنظیمات مربوطه را انجام داد با اتصال کابل شبکه به این پورت و اختصاص آی پی، می‌توان از طریق اکسپلورر بدون هیچ واسطی به سرور متصل شد و امکاناتی از قبیل دسترسی به بایوس یا خاموش روشن کردن دستگاه را دراختیار داشت و همچنین می‌توان نصب سیستم عامل را انجام داد و برخی از امور مدیریتی را کنترل کرد.
بهره‌گیری از این پورت احتیاج به نام کاربری و رمز عبور منحصر به آن دستگاه را دارد که به‌طور عموم روی کارت کشویی دستگاه درج شده‌است، همچنین برای استفاده در زمان‌های بیش ۶۰ روز احتیاج به پروانه شرکت مربوطه را دارد که به‌طور معمول از روی وبگاه HP امکان‌پذیر است .